# MV Agusta Brutale 910 R
Die Brutale 910 R ist ein Motorrad der Kategorie Naked Bikes des italienischen Herstellers MV Agusta.
Technisch ist die 2006 auf den Markt gekommene 910 R weitgehend mit der Brutale 910 baugleich. Jedoch verbaut MV Agusta bei der R-Version diverse andere Komponenten, die dem Einsatz auf der Rennstrecke gerechter werden:
- Carbonnitrid-beschichtete 50 mm Upside-Down-Gabel von Marzocchi, schwarz eloxiert
- schwarze Aluminium-Schmiederäder von Brembo mit Speichen im Y-Design
- radial verschraubte 4-Kolben-Monoblock-Bremssättel P4/34 von Brembo
- Zylinderkopf mit manuell bearbeiteten Einlasskanälen

Äußerliches Merkmal ist der rot lackierte Ventildeckel. Die Instrumenteneinheit hat ein eigenständiges Design, die Sitzbank ist mit Echtleder bezogen.
Der Aufpreis für die R-Version beträgt in Deutschland 2.240 €.
Zum Modelljahr 2007 wurde die Brutale 910 R überarbeitet, da die aktuelle EURO3-Abgasnorm in der alten Konfiguration nicht einzuhalten war. So erhielt das Modell einen geregelten Katalysator und den Zylinderkopf des Superbikes F4 1000 R, allerdings mit kleineren Ventilen und angepassten Ventilsteuerzeiten.

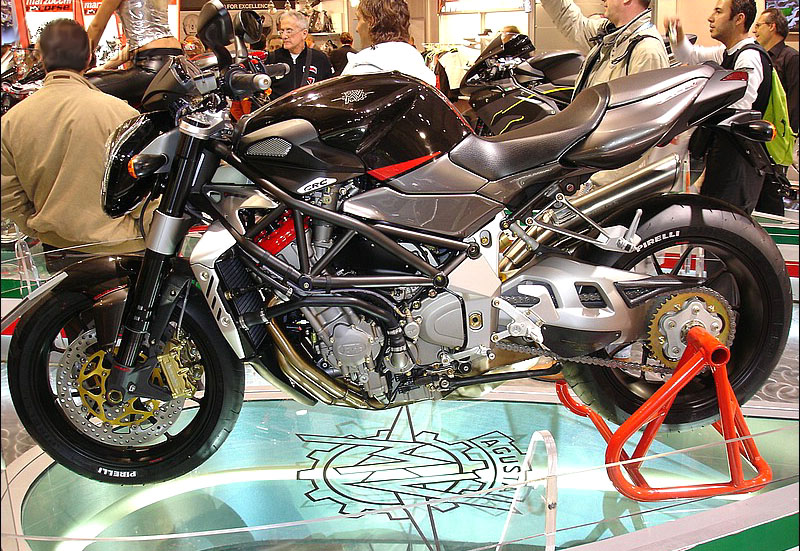
MV Agusta Brutale 910 R